# Obština Rodopi
Obština Rodopi (bulharsky Община Родопи, používá se také dřívější název Южна Пловдивска – Južna Plovdivska) je bulharská jednotka územní samosprávy v Plovdivské oblasti. Leží ve středním Bulharsku, zčásti v Hornothrácké nížině, zčásti na severních svazích Západních Rodopů. Správním střediskem je město Plovdiv, které ovšem není součástí této obštiny, a zahrnuje 21 vesnici. Žije zde přes 27 tisíc stálých obyvatel.

## Sídla
| - Belaštica - Bojkovo - Branipole - Brestnik - Brestovica - Calapica - Čuren | - Dedovo - Chrabrino - Izvor - Jagodovo - Kadievo - Krumovo - Lilkovo | - Markovo - Orizari - Părvenec - Sitovo - Skobelevo - Ustina - Zlatitrap |

## Sousední obštiny
| Růžice kompasu | Săedinenie Pazardžik   | Marica Plovdiv | Sadovo     | Růžice kompasu |
| Růžice kompasu | Stambolijski Peruštica | Sever          | Kuklen     | Růžice kompasu |
| Růžice kompasu | Stambolijski Peruštica | Obština Rodopi | Kuklen     | Růžice kompasu |
| Růžice kompasu | Stambolijski Peruštica | Jih            | Kuklen     | Růžice kompasu |
| Růžice kompasu | Kričim Devin           | Čepelare       | Asenovgrad | Růžice kompasu |

## Obyvatelstvo
V obštině žije 27 031 stálých obyvatel a včetně přechodně hlášených obyvatel 32 960. Podle sčítáni 1. února 2011 bylo národnostní složení následující:
- Bulhaři: 22 410 (90.3 %)
- Turci: 1 325 (5.3 %)
- Romové: 841 (3.4 %)
- ostatní: 245 (1.0 %)